# Josef Maier (Politiker)

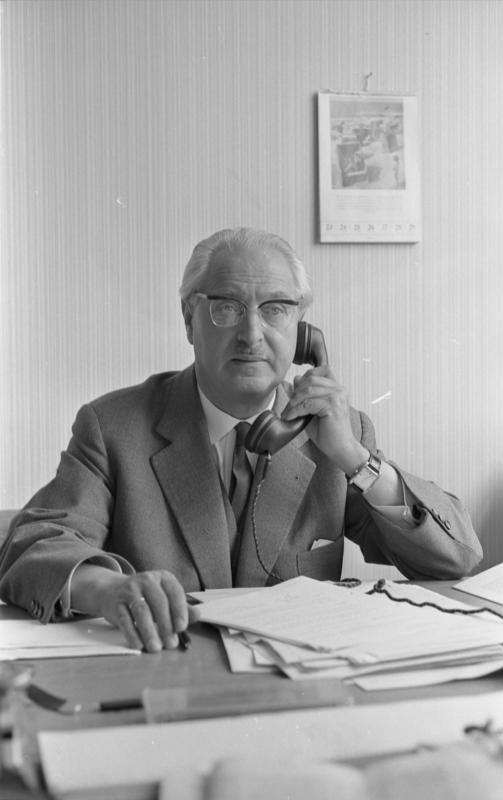
Josef Maier (1961)

Josef Maier (* 24. November 1900 in Heurenbach; † 13. November 1985 in Mannheim) war ein deutscher Politiker der CDU und 1953 bis 1965 Mitglied des deutschen Bundestags.

## Leben und Beruf
Nach dem Besuch der Realschule in St. Gallen absolvierte Maier, der römisch-katholischen Glaubens war, in der Schweiz eine Berufsausbildung im graphischen Gewerbe. Er beteiligte sich 1916 an der Gründung der Christlichen Gewerkschaftsjugend in der Schweiz und wurde in deren Vorstand gewählt. Noch im Juli 1918 wurde er zum Kriegsdienst auf deutscher Seite eingezogen.
Nach dem Ende des Ersten Weltkrieges engagierte Maier sich in Deutschland in der christlichen Arbeiterbewegung. Nach dem Besuch der Sozialen Volkshochschule in München wurde er hauptamtlicher Arbeitersekretär der christlichen Gewerkschaften, zunächst in München und später in Mannheim. Nach der Zerschlagung der Gewerkschaften durch die Nationalsozialisten arbeitete bis 1939 als Vertreter im Druckerei- und Verlagsgewerbe. Im Zweiten Weltkrieg war er Soldat. Er geriet in Kriegsgefangenschaft, aus der er 1946 freikam.
Nach der Rückkehr nach Mannheim wurde Maier für den DGB tätig. Er war hauptamtliches Vorstandsmitglied des DGB-Ortskartells und Arbeitersekretär. Von 1960 bis 1968 war er ehrenamtlicher Richter am Landesarbeitsgericht Baden-Württemberg.

## Partei
Maier trat 1917 der Christlich-sozialen Partei der Schweiz bei. Er beteiligte sich 1918 an der Gründung des Windthorstbundes für die Stadt Ulm. Er trat der Zentrumspartei bei und war von 1922 bis 1924 Vorsitzender des Kreisverbandes des Bayerischen Zentrums in München. 1946 trat er der CDU in Mannheim bei und beteiligte sich an der Gründung der CDU-Sozialausschüsse in Nordbaden. Von 1951 an war er stellvertretender Vorsitzender der Mannheimer CDU.

## Abgeordneter
Maier gehörte dem Deutschen Bundestag vom 20. November 1953, als er für Oskar Farny nachrückte, bis 1965 an. Zuvor war er von 1951 bis 1953 Mitglied des Mannheimer Gemeinderats.

## Ehrungen
Maier wurde 1965 mit dem Großen Bundesverdienstkreuz ausgezeichnet.